# ロンドン国際石油取引所
ICE Futures Europe（ICEフューチャーズヨーロッパ）は、イギリスロンドンにある、インターコンチネンタル取引所 (ICE) 傘下のデリバティブ取引所。かつては、ロンドン国際石油取引所（ロンドンこくせいせきゆとりひきじょ、International Petroleum Exchange、略称：IPE）という名称だった。ここのブレント原油価格は世界の石油価格の基準になっている。

## 沿革
2001年に、インターコンチネンタル取引所 (ICE) に買収され、その傘下に入った。
2005年に、立ち会い取引から電子取引へと移行した。

## 取扱商品
1997年からIPEはブレント原油の取り扱いを始め、ガス石油の項目に天然ガスを加えた。
2004年に電力、2005年にECX炭素取引可能クレジット（ECX CFIS: ECX Carbon Financial Instruments）を上場した。これらの拡張によってIPEがエネルギー分野に関するあらゆる商品を提供できるようになった。現在では複数の市場や仲介者を通さないでクロス取引やマルチプロダクト取引を行うことで、より先進的な取引も可能である。
2005年4月22日の時点で、IPEは石油ガス、天然ガス、電気（ベースロードとピークロード）の先物契約とオプション取引も扱っている。また、欧州気候取引所 (ECX) のECX炭素取引可能クレジットも上場されている。